# 竹内玲子
竹内 玲子（たけうち れいこ ）は、アメリカ合衆国ニューヨーク在住のエッセイスト。パーソンズ美術大学卒業後、グラフィックデザイナーとして活動。2002年に講談社文庫より『笑うニューヨークDELUXE』で文庫書き下ろしデビュー。
以降、講談社文庫より『笑うニューヨークDYNAMITES』『笑うニューヨークDANGER』『踊るニューヨークBeauty Quest』『爆笑ニューヨークPOWERFUL』『永遠に生きる犬・ニューヨークチョビ物語』徳間書店より『竹内玲子のこれでもかニューヨーク』を出版。
脱力系のアメブロ『竹内玲子オフィシャルブログ・ニューヨークチョビふうみ』やメルマガ『笑うイカタコニューヨーク』も運営している。
(Amazon.jp参照）

## 著作

### 講談社文庫
- 笑うニューヨークDELUXE
- 笑うニューヨークDYNAMITES
- 笑うニューヨークDANGER
- 踊るニューヨークBeauty Quest
- 爆笑ニューヨークPOWERFUL
- 永遠に生きる犬・ニューヨークチョビ物語

### 徳間書店
- 竹内玲子のこれでもかニューヨーク